# Бистрица при Лимбушу
Бистрица при Лимбушу (словен. Bistrica pri Limbušu) је некадашње насеље у општине Руше, Подравска регија, Словенија.

## Историја
До територијалне реорганизације у Словенији била је у саставу старе општине Руше. 1992. године насеље је укинуто и спојено са насељем Бистрица при Рушах у ново насеље Бистрица об Драви.

## Становништво
| Број становника према пописима |
| ------------------------------ |
| 1991                           |
| 1.084                          |

Напомена: Године 1992. са насељем Бистрица при Рушах спојена у ново насеље Бистрица об Драви.